# Kermit Holmes
Kermit Holmes (Okmulgee, 27 marzo 1969) è un ex cestista statunitense, professionista in Turchia.

## Carriera
Con gli Stati Uniti ha disputato i Campionati americani del 1997 e i Giochi panamericani di Winnipeg 1999.

## Palmarès
- 2 volte campione CBA (1997, 1998)
- CBA All-Rookie First Team (1992)
- All-USBL Second Team (1994)